# Nehela lineoligera
Nehela lineoligera är en insektsart som beskrevs av William Lucas Distant 1917. Nehela lineoligera ingår i släktet Nehela och familjen dvärgstritar. Inga underarter finns listade i Catalogue of Life.